# NFC South
Die NFC South ist eine der vier Divisions der National Football Conference (NFC). Die NFC ist neben der American Football Conference (AFC) eine der beiden Conferences der National Football League (NFL). Diese beiden Conferences sind in je vier Divisions unterteilt, geographisch nach den vier Himmelsrichtungen. Die NFC und AFC sind nicht nach der geographischen Lage unterteilt. So spielen die New York Giants in der NFC und die New York Jets, die sogar dasselbe Heimstadion wie die Giants nutzen, in der AFC. In der NFC South spielen die Carolina Panthers, die New Orleans Saints, die Tampa Bay Buccaneers und die Atlanta Falcons. Die NFC South wurde mit der Umstrukturierung der NFL 2002 neu gegründet.

## Teams
| Team                 | Stadt/Region    | Stadion                 | Gegründet      | NFL-Beitritt | Head Coach    | Besitzer       |
| -------------------- | --------------- | ----------------------- | -------------- | ------------ | ------------- | -------------- |
| Atlanta Falcons      | Atlanta, GA     | Mercedes-Benz Stadium   | 30. Juni 1965  | 1966         | Raheem Morris | Arthur Blank   |
| Carolina Panthers    | Charlotte, NC   | Bank of America Stadium | 26. Okt. 1993  | 1995         | Dave Canales  | David Tepper   |
| New Orleans Saints   | New Orleans, LA | Caesars Superdome       | 1. Nov. 1966   | 1967         | Kellen Moore  | Gayle Benson   |
| Tampa Bay Buccaneers | Tampa, FL       | Raymond James Stadium   | 24. April 1974 | 1976         | Todd Bowles   | Malcolm Glazer |

## Play-off-Statistiken
(NFC-South-Statistiken von 2002 bis 2024)
| Team                 | Divisions Meisterschaften | Play-off- Teilnahmen | NFC- Meisterschaften | Super-Bowl- Siege |
| -------------------- | ------------------------- | -------------------- | -------------------- | ----------------- |
| Atlanta Falcons      | 4                         | 8                    | 1                    | 0                 |
| Carolina Panthers    | 5                         | 7                    | 2                    | 0                 |
| New Orleans Saints   | 7                         | 9                    | 1                    | 1                 |
| Tampa Bay Buccaneers | 6                         | 8                    | 2                    | 2                 |